# Tramwaje w Dubaju
Tramwaje w Dubaju – system komunikacji tramwajowej w Dubaju w Zjednoczonych Emiratach Arabskich.
29 kwietnia 2008 przyznano konsorcjum ABS złożonemu z Alstomu, Besix oraz Serco kontrakt na budowę linii tramwajowej. Projekt składa się z dwóch etapów. W ramach pierwszego etapu został wybudowany odcinek o długości 10,6 km, na którym znalazło się 11 przystanków. Otwarcie pierwszej części linii nastąpiło 11 listopada 2014. Etap drugi zakłada budowę odcinka o długości 4 km z 6 przystankami. Przystanki tramwajowe są zabudowane z drzwiami na krawędzi peronu i klimatyzacją. Zasilanie odbywa się z trzeciej szyny w systemie APS. System tramwajowy nazwano Al Sufouh. 

## Tabor
Do obsługi pierwszej 10 km części linii zostało zakupionych 11 tramwajów Alstom Citadis 402. W ramach drugiego etapu ma zostać zakupionych dodatkowych 14 tramwajów. 